# Cárcheles
Cárcheles är en kommun i Spanien.   Den ligger i provinsen Provincia de Jaén och regionen Andalusien, i den södra delen av landet, 300 km söder om huvudstaden Madrid. Antalet invånare är 1 497. Arean är 43 kvadratkilometer. Cárcheles gränsar till Campillo de Arenas, Pegalajar och Cambil. 
Terrängen i Cárcheles är huvudsakligen kuperad, men åt nordväst är den bergig.